# Talleitenspitze
Talleitenspitze – szczyt w grupie Schobergruppe, w Wysokich Taurach w Alpach Wschodnich. Leży w Austrii, na granicy Wschodniego Tyrolu i Karyntii. Góra ma dwa szczyty: północny, niższy – Nördliche Talleitenspitze (3115 m) oraz południowy, wyższy – Südliche Talleitenspitze (3119 m).
Pierwszego wejścia na południowy szczyt, 12 sierpnia 1900 r. dokonali O. Haselberg i W. Frerichs. Natomiast północny szczyt został po raz pierwszy zdobyty przez R. Below i W. Frerichs'a 19 września 1900 r..